# هوگونه‌دندان‌سانان
هوگونه‌دندان‌سانان (نام علمی: Eugeneodontida) نام یک راسته از رده غضروف‌ماهیان است.